# Barnóthy Jenő
Barnóthy Jenő (Kassa, 1904. október 28. – Evanston, Illinois, 1996. október 11.) mérnök-asztrofizikus, egyetemi tanár, a kozmikus sugárzási kutatások egyik jelentős magyar úttörője.

## Életpálya
1933-ban doktorált a budapesti Pázmány Péter Tudományegyetem fizika szakán. 1935-1948 között az egyetem Kísérleti Fizikai Intézetében dolgozott, mint egyetemi tanársegéd, magántanár és végül professzor. 1948-1953 között a Barat College, Lake Forest, egyetemek professzoraként adott elő fizikát, majd önálló tudományos kutatóként dolgozott. Chicagóban, a Nuclear Instruments and Chemical Co. kötelékében fizikus főmunkatársi beosztásban végezte kutatásait.

## Tudományos munka
Mérnöki diplomája megszerzése után belföldi ösztöndíjasként dolgozott, 1928-ban bekapcsolódott Forró Magdolna kozmikus sugárzási kutatásaiba. Kiválóan értett a rádiótechnikához, a kozmikus sugárzást mérő berendezések - amelyeknek tervezésében és kivitelezésében jelentős része volt - sok tízezer órát működtek megbízhatóan. Először a Geiger–Müller-számlálók és koincidencia kapcsolások technikáját fejlesztették tovább, megépítve a világ egyik első kozmikus sugárzás mérését segítő teleszkópot. Először a kozmikus sugárzás izotrópiáját, csillagidő periodicitását, valamint a kozmikus sugárzási részecskék energiaspektrumát tanulmányozták igen magas energiákig. A kutatópár a kozmikus sugárzás abszorpcióját is vizsgálta az atmoszférában és mélyen a föld alatt a dorogi szénbányában. Megalakult a kozmikus sugárzási kutatócsoport.
Barnóthy tudományos érdeklődése Amerikában a kozmikus sugárzástól az asztrofizika felé tolódott. Ezen a területen a legnagyobb eredménye a gravitációs lencsék létezésének feltételezése és ezek kvazárokon való hatásainak tanulmányozása volt. Aktív tagja volt az American Astronomical Society-nek, az American Physical Society-nek, a Biophysical Society-nek, a German Astronomical Society-nek és az International Astronomical Union-nak.
1955-től a feleségével (Forró Magdolna) közösen alapított Forro Scientific Co. műszaki igazgatója, 1961-től a biofizikával foglalkozó Biomagnetic Research Foundation elnöke. Amerikai munkája során foglalkozott a csillagok gravitációs lencsehatásával, elektronikai kutatással, amelynek eredményét több szabadalom is jelzi, és mindenekelőtt a mágneses térnek az élőlényekre gyakorolt hatásával.

## Írásai
- Koinzidenzregistriermethode mit 10-5 sec Auflösungsvermögen. Die Naturwissenschaften 47. 1933. 835.
- Tanulmányai a Matematikai és Fizikai Lapok-ban (1935, 37), a Zeitschrift für Physik-ben (85, 87, 94. köt.) a Nature-ben jelentek meg.
- Die durchdringende Strahlung hinter mehr als 300 m Wasseräquivalent. Zeitschr. f. Phys. 115. 1941.
- Az elemi részek problémája és a földmágneses tér eredete. Földmágnességi Közlemények, 2. Bp., 1947.
- Több mint 40 publikációt közöltek az 1960-as és 1970-es években.

## Szakmai sikerek
- 1939-ben a Magyar Tudományos Akadémia (MTA) érdemrendjével,
- 1948-ban az Eötvös érdemrenddel tüntették ki.